# Linda Santiago
Jasie Linda Therese Santiago, född 9 april 1978 i Stockholm, är en svensk skådespelare.
Santiago har bland annat medverkat i TV-serien Lyckoviken (2020-2022). Hon har även medverkat i filmerna Fantastiska vidunder: Grindelwalds brott från 2018 och Diorama från 2022.
År 2023 medverkade Santiago i den 49:e Beck-filmen Inferno, som hade premiär på TV4 Play den 8 december. Hon spelar rollen som Julia Gradnik i den filmen.

## Filmografi (i urval)
- 2019 – Dröm (TV-serie)
- 2018 – Fantastiska vidunder: Grindelwalds brott (TV-serie)
- 2020–2022 – Lyckoviken (TV-serie)
- 2022 – Diorama
- 2023 – Beck – Inferno